# Arroyo Culebro (metropolitana di Madrid)
Arroyo Culebro è una stazione della linea 12 della metropolitana di Madrid, nel comune di Getafe.

## Storia
La stazione della metropolitana fu inaugurata il 11 aprile 2003 insieme alle stazioni tra Colonia Jardín e la stazione Puerta del Sur sulla linea 10.
A seguito di lavori, nel 2014, la stazione rimase chiusa. La ragione di questi lavori è stata la sostituzione delle rotaie e della massicciata. I miglioramenti, che hanno avuto un costo di 12,5 milione di euro, hanno permesso ai treni di circolare a più di 70 chilometri all'ora rispetto ai 30 chilometri con cui circolavano prima dei lavori.

## Interscambi
- 441, 444
- N801